# Рутенийдодекаалюминий
Рутенийдодекаалюминий — бинарное неорганическое соединение
рутения и алюминия
с формулой Al12Ru,
кристаллы.

## Получение
- Сплавление стехиометрических количеств чистых веществ:

{\displaystyle {\mathsf {12Al+Ru\ {\xrightarrow {625^{o}C}}\ Al_{12}Ru}}}

## Физические свойства
Рутенийдодекаалюминий образует кристаллы
кубической сингонии, пространственная группа I m3, параметры ячейки a = 0,812 нм, Z = 2,
структура типа вольфрамдодекаалюминия Al12W
.
Соединение образуется по перитектической реакции при температуре 625°C.